# Madonna del Carso (Buie)
Madonna del Carso (in croato Sveta Marija na Krasu) è un insediamento istriano nel comune di Buie.

## Storia
L'insediamento, del quale ormai ne rimangono poche tracce, nasce nel XVII secolo, quando varie popolazioni giunsero dalla vicina Dalmazia. Successivamente il paese si sviluppa maggiormente sotto la Serenissima Repubblica di Venezia e sotto il dominio dell'Austria-Ungheria. Dopo la prima guerra mondiale Madonna del Carso fu annessa all'Italia. Dopo la seconda guerra mondiale passò alla Zona B del Territorio libero di Trieste e poi alla Jugoslavia. Dopo la dissoluzione della Jugoslavia, nel 1991, entrò a far parte della Croazia. Attualmente il terreno dove c'era Madonna del Carso è in vendita e la zona è al centro di un programma di riqualificazione dell'abitato.

## Società

### Evoluzione demografica
| Evoluzione demografica | Evoluzione demografica | Evoluzione demografica | Evoluzione demografica | Evoluzione demografica | Evoluzione demografica | Evoluzione demografica | Evoluzione demografica | Evoluzione demografica | Evoluzione demografica | Evoluzione demografica | Evoluzione demografica | Evoluzione demografica | Evoluzione demografica | Evoluzione demografica | Evoluzione demografica |
| ---------------------- | ---------------------- | ---------------------- | ---------------------- | ---------------------- | ---------------------- | ---------------------- | ---------------------- | ---------------------- | ---------------------- | ---------------------- | ---------------------- | ---------------------- | ---------------------- | ---------------------- | ---------------------- |
| 1857                   | 1869                   | 1880                   | 1890                   | 1900                   | 1910                   | 1921                   | 1931                   | 1948                   | 1953                   | 1961                   | 1971                   | 1981                   | 1991                   | 2001                   | 2011                   |
| 0                      | 0                      | 0                      | 0                      | 0                      | 0                      | 0                      | 0                      | 0                      | 0                      | 0                      | 0                      | 0                      | 0                      | 0                      | 0                      |